# سوزان لويس
سوزان لويس (من مواليد 10 أغسطس 1956) هي كاتبة بريطانية معروفة، تعيش في غرب إنجلترا، ألفت 26 رواية، بالإضافة إلى مذكراتها (just one more day). تم ترشيح رواياتها لجائزة أفضل رواية رومانسية عامي 2002 و2005 من قبل جمعية الروائيين الرومانسيين.